# Simulium prodexargenteum
Simulium prodexargenteum är en tvåvingeart som först beskrevs av Günther Enderlein 1936.  Simulium prodexargenteum ingår i släktet Simulium och familjen knott. Inga underarter finns listade i Catalogue of Life.